# Kiselitsa (Deltchevo)
Kiselitsa (en macédonien Киселица) est un village de l'est de la Macédoine du Nord, situé dans la municipalité de Deltchevo. Le village comptait 35 habitants en 2002.

## Démographie
Lors du recensement de 2002, le village comptait :
- Macédoniens : 34
- Serbes : 1